# ホームメイト!
『ホームメイト!』（原題:Crash Pad）は2017年に公開されたアメリカ合衆国のコメディ映画である。監督はケヴィン・テント、主演はドーナル・グリーソンとトーマス・ヘイデン・チャーチが務めた。本作は日本国内で劇場公開されなかったが、2018年7月4日にDVDが発売された。

## 概略
ステンズランドはティーン女子向けの恋愛ドラマを愛好しており、それが原因で三十路近くになっても彼女ができないという有り様だった。そんなある日、ステンズランドは一回り年の離れた女性、モーガンと情熱的な恋に落ち、ベッドを共にするに至った。結婚を考え始めた矢先、ステンズランドはモーガンが既婚者であることを知った。モーガンは自分を顧みない夫（グレイディ）に一泡吹かせるべく、ステンズランドと不倫したのだった。怒ったステンズランドが不倫の事実をグレイディに暴露したところ、激怒したグレイディはステンズランドを殺すために家まで押しかけてきた。押し問答の最中、グレイディは「一人暮らしを満喫している姿を見せれば、妻も態度を改めるのではないか」と思いつき、そのままステンズランドの家に転がり込むことにした。
こうして、アラサー男性と50代男性の奇妙な同居生活が始まるのだった。

## キャスト
- ドーナル・グリーソン - ステンズランド
- トーマス・ヘイデン・チャーチ - グレイディ
- クリスティナ・アップルゲイト - モーガン
- ニーナ・ドブレフ - ハンナ
- ダン・ギル - ライル
- ジェームズ・イー - ラフランボワール
- バリンダー・ジョハル - ムームー
- ブリット・アーヴィン - キャリー
- アンナ・ヴァン・ホフト - サマンサ
- アリーヤ・オブライエン - バーテンダー

## 製作・マーケティング
2015年10月21日、ケヴィン・テント監督の新作映画にドーナル・グリーソン、トーマス・ヘイデン・チャーチ、クリスティナ・アップルゲイト、ニーナ・ドブレフが出演することになったと報じられた。同月、本作の主要撮影がカナダのバンクーバーで始まった。2016年9月15日、ロルフ・ケントが本作で使用される楽曲を手掛けるとの報道があった。2017年8月28日、本作のオフィシャル・トレイラーが公開された。

## 評価
本作に対する批評家からの評価は平凡なものに留まっている。映画批評集積サイトのRotten Tomatoesには13件のレビューがあり、批評家支持率は54%、平均点は10点満点で5.07点となっている。また、Metacriticには5件のレビューがあり、加重平均値は46/100となっている。